# Mbeya
Mbeya ist eine der zehn größten Städte in Tansania. Nach einer Zählung von 2022 leben 541.603 Einwohner in der Stadt. Die Stadt ist zugleich Verwaltungssitz der gleichnamigen Region Mbeya und bildet ein wirtschaftliches Zentrum im Westen des Landes. Die Abgrenzung zwischen Stadt und Region ist allerdings in der Praxis schwierig, da das dicht besiedelte Kerngebiet über die Stadtgrenzen hinausgeht. Der letzte Zensus von 2022 hat für die gesamte Region ca. 2,3 Millionen Einwohner gezählt.

## Geopolitische Daten
Mbeya ist die Hauptstadt des gleichnamigen Verwaltungsbezirks Mbeya im südlichen Hochland von Tansania. Die Stadt liegt etwa 850 Straßen-Kilometer von der größten Stadt Tansanias Daressalam entfernt.
Die Stadt befindet sich im Tal am Fuße des Gebirges der Mbeya-Range in einer Höhe von 1600 bis 1900 Meter. Höchster Berg der Mbeya-Range ist der gleichnamige Mount Mbeya mit 2818 m. Die andere Talseite bilden die Poroto-Berge mit dem 2960 m hohen Mount Rungwe.

## Geschichte
Nach dem Goldrausch des Jahres 1906 wurde Mbeya als Goldgräberstadt in den 1920er Jahren gegründet. Das Gebiet stand bis 1961 unter britischer Verwaltung, in diesem Jahr wurde auch die Region Mbeya gegründet. Der Bau der TAZARA-Eisenbahnlinie von 1970 bis 1973 lockte viele Kleinunternehmer und bäuerliche Migranten in die Gegend.

### Einwohnerentwicklung
Die Einwohnerzahl wächst sehr schnell. Von 2002 bis 2012 wuchs sie um jährlich 4,75 %.
Die folgende Übersicht zeigt die Einwohnerzahlen nach dem jeweiligen Gebietsstand seit der Volkszählung 1978.
| Jahr          | Einwohnerzahl |
| ------------- | ------------- |
| 1978 (Zensus) | 76.601        |
| 1988 (Zensus) | 130.798       |
| 2002 (Zensus) | 232.596       |
| 2012 (Zensus) | 385.279       |
| 2022 (Zensus) | 541.603       |

## Infrastruktur
Mbeya ist Haltestation der Eisenbahnlinie TAZARA und liegt am ausgebauten Tanzam Highway, einer international bedeutenden Verbindungsstraße zwischen Daressalam (Hafen Daressalam) einerseits und Sambia sowie Malawi andererseits. Auf dem Tanzam Highway rollt vor allem der Güterverkehr von und nach Sambia und Malawi, in den letzten Jahren aber auch zunehmend nach Mosambik und Südafrika.
Der in der Stadt gelegene Flughafen ist seit mehreren Jahren für Linienmaschinen stillgelegt und wird nur noch von kleineren Charter-Maschinen angeflogen. Im Dezember 2012 wurde der neue internationale Flughafen Songwe Airport 20 km westlich der Stadt eröffnet. Am 16. Januar 2013 wurde der Flughafen erstmals von Precision Air angeflogen.
Das Krankenhaus der Stadt besitzt 450 Betten und ist für die Versorgung der ganzen Region zuständig. Wie in vielen afrikanischen Krankenhäusern ist die Ausstattung und die Anzahl des medizinischen Personals unzureichend. Auch das „Mbeya Institute of Science and Technology“ (MIST), eine technische Hochschule in der Stadt, bildet einen zentralen Anlaufpunkt der Region. Im Wintersemester 2009 studierten rund 1100 Studenten dort Ingenieur- und Naturwissenschaften.